# Apalis capnegra
L'apalis capnegra o apalis capnegre (Apalis melanocephala) és una espècie d'ocell passeriforme que pertany a la família Cisticolidae pròpia d'Àfrica oriental.

## Taxonomia
Va ser descrit científicament el 1884 pels ornitòlegs alemanys Fischer i Reichenow amb el nom binomial de Burnesia melanocephala. Posteriorment va ser traslladat al gènere Apalis.
Es reconeixen nou subespècies:
- A. m. nigrodorsalis Granvik, 1923 - localitzada al centre de Kenya;
- A. m. moschi van Someren, 1931 - es troba al sud-est de Kenya i l'est de Tanzània;
- A. m. muhuluensis Grant, CHB i Mackworth-Praed, 1947 - ocupa el sud-est de Tanzània;
- A. m. melanocephala (Fischer, GA i Reichenow, 1884) - s'estén des de la costa del sud de Somàlia al nord-est de Tanzània;
- A. m. lightoni Roberts, 1938 - es troba a l'est de Zimbàbue i el centre de Moçambic;
- A. m. fuliginosa Vincent, 1933 - se situa al sud de Malawi;
- A. m. tenebricosa Vincent, 1933 - es troba al nord de Moçambic;
- A. m. adjacens Clancey, 1969 - ocupa les muntanyes de l'est de Malawi;
- A. m. addenda Clancey, 1968 - es localitza al sud de Moçambic.

## Distribució i hàbitat
Es pot trobar a Kenya, Malawi, Moçambic, Somàlia, Tanzània i Zimbabwe.
L'hàbitat naturals són els boscos humits tropicals i les sabanes.